# Масимо Амброзини
Масимо Амброзини (итал. Massimo Ambrosini; Пезаро, 29. мај 1977) је бивши италијански фудбалер. Познат је као изузетан скакач и велики борац на терену.

## Каријера
Игра на позицији дефанзивног везног играча, као и његов саиграч Гатузо. Каријеру је започео као играч Чезене већ са 17 година, у сезони 1994/95. Након неколико одличних партија привукао је пажњу тадашњег тренера Милана Фабија Капела који га је довео у дрес Росонера већ следеће године. Због јаке конкуренције у тиму Милана послат је на позајмицу Виченци у којој је био један од најбољих играча. Вићенца је те године изборила опстанак у Серији А. Године 1999, Амброзини је по повратку на Сан Сиро успео изборити место у првом тиму.
Пропустио је већи део сезоне 2002/03. због тешке повреде колена. У финалу Лиге шампиона на Олд Трафорду је ушао тек у 87. минуту уместо Руја Коште.
Временом је због слабије форме, узроковане низом повреда, изгубио статус првотимца, улазећи као замена за Гатуза. Са Миланом има уговор до 2010. године.

### Репрезентација
За сениорску репрезентацију Италије је одиграо 23 утакмице и није постигао ниједан гол.
Дебитовао је 1999. против Хрватске. Играо је на Европском првенству 2000. у којем је Италија изгубила од Француске у финалу. Због повреде је пропустио Светско првенство 2002., а био је изостављен са списка за Европско првенство 2004. и Светско првенство 2006. Масимо је 16. августа 2006, након двогодишње паузе у репрезентацији добио капитенску траку на једној утакмици од стране тренера Роберта Донадонија. Иако је био на првобитном списку за Европско првенство 2008. Марчело Липи је одлучио да га не уврсти у коначан списак.

## Трофеји и награде

### Милан
- Серија А: 1996, 1999, 2004, 2011.
- Куп Италије: 2003.
- Суперкуп Италије: 2004, 2011.
- УЕФА Лига шампиона: 2003, 2007
- Суперкуп Европе: 2003, 2007.
- Светско клупско првенство у фудбалу: 2007.

### Репрезентација
- Финалиста ЕП у фудбалу 2000.